# Polonje
Polonje je naseljeno mjesto u Republici Hrvatskoj u Zagrebačkoj županiji. 

## Zemljopis
Administrativno je u sastavu grada Svetog Ivana Zeline. Naselje se proteže na površini od 1,91 km². 

## Stanovništvo
Prema popisu stanovništva iz 2001. godine u Polonju žive 382 stanovnika i to u 95 kućanstava. Gustoća naseljenosti iznosi 200 st./km².
| broj stanovnika | 273   | 339   | 367   | 418   | 482   | 478   | 479   | 493   | 489   | 472   | 446   | 417   | 401   | 387   | 382   | 344   | 312   |
|                 | 1857. | 1869. | 1880. | 1890. | 1900. | 1910. | 1921. | 1931. | 1948. | 1953. | 1961. | 1971. | 1981. | 1991. | 2001. | 2011. | 2021. |